# Johann Baptist Schmigd

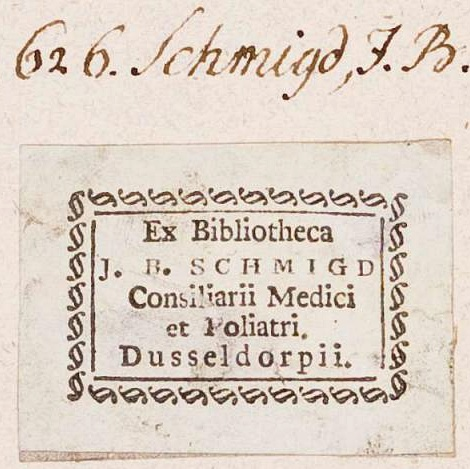
Exlibris von Johann Baptist Schmigd

Johann Baptist Schmigd, auch Schmiegd (* Juni 1752 in Neustadt an der Weinstraße; † 12. März 1828 in Düsseldorf) war ein deutscher Mediziner.

## Leben und Wirken
Er wurde geboren als Sohn des Neustadter Bildhauers Conrad Schmiegd (1720–1780) und als Enkel des im gleichen Beruf tätigen Künstlers Georg Friedrich Schmiegd (1688–1753). 
Johann Baptist Schmigd studierte Theologie, Kirchenrecht und Philosophie an den Universitäten Heidelberg und Straßburg. Dann wechselte er zur Medizin und besuchte ab 9. April 1776 die Universität Duisburg. Hier promovierte er am 4. Juni 1777 zum Doktor der Medizin. 
Danach ging er nach Kaiserswerth, wo er als Praktischer Arzt wirkte und von der Regierung des  Herzogtums Berg als Stadtphysikus und Zuchthausarzt angestellt wurde. Landesherr war  Kurfürst Karl Theodor, der auch in Schmigds kurpfälzer Heimat regierte. Hier in Kaiserswerth heiratete er 1783 die Tochter des Hofkammerrats Konrad Elberskirchen.
1786 berief man Johann Baptist Schmigd als 2. Stadtphysikus und Medizinalrat in die Landeshauptstadt Düsseldorf. Hier arbeitete er als Praktischer Arzt und Medizinalbeamter bis zu seinem Tode. Daneben publizierte er Fachschriften, insbesondere zu Tierseuchen und hielt auch Vorlesungen an der Düsseldorfer Akademie (Collegium medicum), dem Vorläuferinstitut der Heinrich-Heine-Universität. Schmigd veröffentlichte u. a. die Bücher Sammlung einiger Abhandlungen von verschiedenen Krankheiten der Pferde und Schafe, wie auch der allgemeinen Hornviehseuche (Nürnberg, 1779), Unterricht über die Viehseuche (St. Gallen, 1795) und Beitrag zur Geschichte und Heilung der grassierenden Hornviehseuche (Düsseldorf, 1797). 1827 feierte er sein 50-jähriges Dienstjubiläum und die inzwischen für Düsseldorf zuständige preußische Regierung zeichnete ihn mit dem Roten-Adler-Orden 3. Klasse (Offizierskreuz) aus. Er starb an einem Aderlass, dessen Wunde in der folgenden Nacht nachblutete.

## Rezeption
Johann Baptist Schmigd besaß eine umfangreiche, hauptsächlich medizinische Bibliothek, deren rund 1900 Bände aus seinem Nachlass an die Stadtverwaltung Neustadt/Weinstraße und von dort 1960 großteils an die Universitätsbibliothek Mainz gelangten. Hier bilden sie die Sammlung Schmigd. Er hatte die Bücher seiner Heimatstadt Neustadt an der Weinstraße (damals Neustadt an der Haardt) vermacht, „zu immerwährendem Gebrauch der Ärzte die dort leben“. Ein kleinerer Teil der hinterlassenen Bücher kam in die Pfälzische Landesbibliothek Speyer. Auch dort bilden sie als Bibliothek Schmigd einen eigenen Bestand und es heißt in einer Webpublikation über sie bzw. den ursprünglichen Besitzer: „Die Bibliothek enthält in ihrem in Speyer befindlichen Teil neben alter Medizin – hierunter diverse Hippokrates-Ausgaben bis ins 16. Jahrhundert – ein breites Fächerspektrum und läßt auf einen bewußten Sammler schließen, der starke Interessen auf den Gebieten Geschichte, Philosophie, auch Okkultismus, alten und neueren Sprachen sowie den Naturwissenschaften pflegte“.
Der Arzt Karl Theodor Kortum widmete Johann Baptist Schmigd 1793 den 2. Band seines Medicinisch-chirurgischen Handbuches der Augenkrankheiten. Vereinzelt nimmt auch noch die neuere medizinische Fachliteratur auf den Arzt Bezug, beispielsweise das 2003 publizierte Handbuch chronischer Schmerz.

## Werk
- De Viribus Vitae Exercitatio Inauguralis Medica. Typis Fr. Ad. Benthon, Duisburgi ad Rhenum, 1777 Digitalisat